# خوسيه مانويل رودريغيز إيبانيز
خوسيه مانويل رودريغيز إيبانيز (بالإسبانية: José Manuel Rodríguez Ibáñez)‏ هو منافس ألعاب قوى إسباني، ولد في 1965.

## روابط خارجية
- خوسيه مانويل رودريغيز إيبانيز على موقع Paralympic.org (الإنجليزية)
- خوسيه مانويل رودريغيز إيبانيز على موقع اللجنة البارالمبية الإسبانية (الإسبانية)